# جولای روپل
جولای روپل (نام علمی: Ploceus galbula) نام یک گونه از سرده جولاها است.